# 格兰哈
格兰哈是巴西塞阿拉州的一个市镇。总面积2697.202平方公里，总人口53645人，人口密度19.9人/平方公里。